# Östra gärdet
Östra gärdet är en stadsdel i Falkenberg.
Östra gärdet har både villor och radhus. En skola vid namn Fajansskolan ligger i utkanten mot centrum till. Detta område kallas för "Fajans" och är mer eller mindre en egen stadsdel.
Det gick tidigare under namnet "Nyby gärde" och var försörjningsbas för staden Nyby/Ny-Falkenberg.
Vid Nybyvägen mitt emot lasarettet (nu vårdcentral) uppsattes 1957 en mindre  mellanvågssändare för Sveriges Radios P1  (1449 kHz, 0,15 kW). Denna, som var en ombyggd fartygssändare, fanns kvar ett par decennier, tills alla lyssnare antogs ha mottagare med FM. 

### Fotnoter
1. ↑  Hedén, Stig J., red (1995). Falkenberg - staden som hembygd. ISBN 91-630-3848-X